# Guaymallén Mendoza
Club Social y Deportivo Guaymallén – argentyński klub piłkarski z siedzibą w Rodeo de la Cruz, wchodzącym w skład zespołu miejskiego miasta Mendoza, leżącego w prowincji Mendoza.

## Osiągnięcia
- Mistrz ligi prowincjonalnej Liga Mendocina de Fútbol (4): 2000, 2002 Clausura, 2004, 2005

## Historia
Klub założony został 25 sierpnia 1918 i gra obecnie w czwartej lidze argentyńskiej Torneo Argentino B.